# ألفرد سانت. كلير-أبرامز
ألفرد سانت. كلير-أبرامز هو محامي وسياسي أمريكي، ولد في 1 سبتمبر 1865، وتوفي في 1 مايو 1915 في تافاريس في الولايات المتحدة. انتخب عضو مجلس نواب فلوريدا ‏.